# Madonna col Bambino ridente
La Madonna col Bambino ridente è un affresco (diametro 110 cm) attribuito al giovane Giotto, databile al 1291-1295 circa e situato sulla controfacciata della Basilica superiore di Assisi.

## Descrizione e stile
Al centro della controfacciata, sopra il portale della basilica, si trovano tre medaglioni con la Madonna col Bambino ridente (al centro) e due Angeli (ai lati). Più in alto, oltre la lunetta con la Pentecoste e l'Ascensione, si trovano poi altri due grandi medaglioni con San Pietro e San Paolo, che simboleggiano la protezione papale diretta sulla basilica. Un po' tutte le scene della controfacciata sono attribuite al giovane Giotto o ai suoi collaboratori, in un momento immediatamente precedente all'inizio dei lavori alle Storie di san Francesco, anche se c'è chi colloca le figure più in basso, in particolare la Madonna, a un momento contemporaneo alla pittura delle vicende francescane (come Luciano Bellosi). Il colore è comunque più compatto rispetto alle storie dei registri superiori, e l'illuminazione è più forte.
Maria ha una volumetria solida e possente, espansa quasi a divenire, con l'arco delle spalle, una "cupola" tridimensionale. Col volto elegantemente incorniciato da un velo chiaro, semitrasparente, e con lo sguardo assente (presago del destino tragico di Cristo), regge con presa salda il figlio. Gesù sembra sgambettare allegro e, voltandosi a guardare la madre, compie il primo sorriso della pittura italiana.
Ai lati della Madonna si trovano altri due clipei con angeli a mezza figura, voltati verso di essa (diametro 60 cm ciascuno). Le considerazioni stilistiche sono simili a quelle che si possono fare per la Madonna, con le forme pienamente plastiche e una fermezza solenne e composta.